# Río Loa
Der Río Loa ist ein Fluss in der Atacamawüste in Chile, in der Región de Antofagasta. Er ist mit 443 km der längste der großen transversalen Flüsse Chiles, die ihren Ursprung in den Anden haben und in den Pazifik münden.

## Beschreibung
Der Fluss entspringt in den Anden, in einem Laguna Seca („Trockener See“) genannten Tal nördlich des Vulkans Miño (5611 m), in dem sich zahlreiche Bäche sammeln. Vom Quellgebiet fließt er weiter in einer tief eingeschnittenen Schlucht, zunächst nach Süden über eine Strecke von 150 km bis zur Oase Chiu-Chiu. Die wichtigsten Zuflüsse in diesem Bereich sind der Río San Pedro de Inacaliri und der Río Salado. Bei Chiu-Chiu ändert er seine Fließrichtung nach Westen an der Bergbaustadt Calama vorbei über 115 km bis zu einem Punkt, der Chacance genannt wird und an dem der Río San Salvador einmündet. Von dort fließt er weiter nach Norden und erreicht nach weiteren 80 km die Oase Quillagua. Danach fließt er in einem Bogen sich nach Westen wendend weiter. Er durchquert das Küstengebirge in einem 500 m tiefen Einschnitt, um dann bei Caleta Huelén in den Pazifischen Ozean zu münden.
Der Fluss wird an mehreren Stellen gestaut. Oft kommt es zu Verschmutzungen mit Schwermetallen aus der Kupfermine Chuquicamata und anderen Industrieabfällen. Die Stadt Calama verfügt nur über unzureichende Kläranlagen.
Am Río Loa liegen auch die Ruinen der Festung Pukará de Lasana.